# Pristaulacus arozarenae
Pristaulacus arozarenae är en stekelart som beskrevs av Ortega och Baez 1985. Pristaulacus arozarenae ingår i släktet Pristaulacus och familjen vedlarvsteklar. Inga underarter finns listade i Catalogue of Life.